# 情報通信総合研究所
株式会社情報通信総合研究所（じょうほうつうしんそうごうけんきゅうしょ）は、NTTグループを代表するシンクタンク。略称はICRあるいは情総研。

## 会社概要
NTT直属のシンクタンク集団であり、日本屈指のIT研究機関としても位置づけられる。情報通信分野に関する国際比較研究・法制度研究・戦略提案・市場調査など、幅広い事業活動を有している。また、論文誌「Infocom Review」も定期的に刊行している。なお、情報通信に関する総合解説書「情報通信データブック」「情報通信アウトルック」（年1回発行）は2014年版まで発行。
2020年7月31日、コーポレイトサイトを全面リニューアル。

## 事業概要
組織見直し後の新体制は以下のとおり。（2020年7月1日現在）
IOWN推進室
IOWN構想の具現化・社会実装への貢献を目指して、社内およびグループ内外の知見・人材をネットワーク化し、機動的なコンサルティングを実施。構想の実現に向けたビジネス機会の発掘・検討、社会的受容の観点に基づく人文社会科学的アプローチ。
ICTリサーチ・コンサルティング部
ICT分野におけるお客様の国内外の市場戦略、サービス戦略、経営戦略などに関する調査研究・コンサルティングを実施。市場動向調査や戦略提言など、お客様の課題解決に資するサービスを提供。
社会公共コンサルティング部
国や地方自治体をお客様として、公共×ICTをテーマとしたコンサルティング・調査研究を実施。政策・構想立案支援や情報システム・ネットワークデザインなど、ICT利活用に関する課題の解決に資するサービスを提供。
法制度研究部
ICT分野の法制度や規制の動向などを中心に、先端技術に関する法的課題なども含めて、調査研究・コンサルティングを実施。国内外にわたる豊富な知見をもとにお客様の事業運営や事業変革に必要な情報や提言を提供。